# Samuel Corral Valero
Samuel Corral Valero (Alicún de Ortega, Granada, 3 de abril de 1992), más conocido futbolísticamente como Samu Corral, es un futbolista español que juega como delantero en el Linares Deportivo de la Primera Federación española.

## Trayectoria
Nacido en Granada, Corral es un jugador formado en la cantera del Club Polideportivo Granada 74 en la que ingresó en 2008. En la temporada 2010-11, hizo su debut representando a Guadix CF en Primera Andaluza. 
En las siguientes temporadas, jugaría en las filas del Granada CF B, Atarfe Industrial CF, UD Maracena, Loja CD y CD El Ejido en Tercera División de España. Consiguió el ascenso a Segunda División B con Club Deportivo El Ejido 2012 durante la temporada 2015-16 con el que logró 15 goles. 
Durante la temporada 2016-17 el delantero se mantuvo en la disciplina del cuadro ejidense, contribuyendo con sus buenas actuaciones a que el equipo lograra la permanencia en el Grupo IV de Segunda División B. En su debut en la categoría de bronce del fútbol español, Samu Corral llegó a ser alineado a lo largo de 28 compromisos ligueros, anotando ocho dianas. 
En verano de 2017 saldría del Club Deportivo El Ejido 2012, al que regresaría meses después. En las filas del conjunto almeriense disputaría 71 partidos en Segunda B y anotaría 22 dianas.
El 9 de julio de 2019, Corral firmó con CF Talavera de la Reina en Segunda B, con el que ha marca 6 goles en 17 partidos en la primera parte de la temporada.
El 4 de enero de 2020, el delantero hace oficial su traspaso al ŁKS Łódź de la Ekstraklasa polaca hasta el 30 de junio de 2022, recibiendo el conjunto talaverano una cifra de 60.000 euros por el pase del delantero granadino.

## Clubes
| Club                         | País    | Años             |
| ---------------------------- | ------- | ---------------- |
| Guadix CF                    | España  | 2010-2011        |
| Recreativo Granada           | España  | 2011-2012        |
| Atarfe Industrial CF         | España  | 2012-2014        |
| UD Maracena                  | España  | 2014-2015        |
| Loja CD                      | España  | 2015             |
| Club Deportivo El Ejido 2012 | España  | 2016-2019        |
| CF Talavera de la Reina      | España  | 2019             |
| ŁKS Łódź                     | Polonia | 2020-2022        |
| Linares Deportivo            | España  | 2022- Actualidad |